# K League 1990
La Liga de Fútbol Profesional de Corea 1990 fue la 8.ª temporada de la K League. Contó con la participación de seis equipos. El torneo comenzó el 17 de marzo y terminó el 3 de noviembre de 1990.
El campeón fue Lucky-Goldstar Hwangso. Por otra parte, salió subcampeón Daewoo Royals.

## Reglamento de juego
El torneo se disputó en un formato de todos contra todos a triple ida y vuelta, de manera tal que cada equipo debió jugar tres partidos de local y tres de visitante contra sus otros cinco contrincantes. Una victoria se puntuaba con dos unidades, mientras que el empate valía un punto y la derrota, ninguno.
Para desempatar se utilizaron los siguientes criterios:
1. Puntos
2. Diferencia de goles
3. Goles anotados
4. Resultados entre los equipos en cuestión

## Tabla de posiciones
| Pos. | Equipo                     | Pts. | PJ | G  | E  | P  | GF | GC | Dif. | Clasificación |
| ---- | -------------------------- | ---- | -- | -- | -- | -- | -- | -- | ---- | ------------- |
| 1    | Lucky-Goldstar Hwangso (C) | 53   | 30 | 14 | 11 | 5  | 40 | 25 | +15  | Campeón       |
| 2    | Daewoo Royals              | 47   | 30 | 12 | 11 | 7  | 30 | 25 | +5   |               |
| 3    | POSCO Atoms                | 37   | 30 | 9  | 10 | 11 | 29 | 28 | +1   |               |
| 4    | Yukong Elephants           | 36   | 30 | 8  | 12 | 10 | 27 | 30 | −3   |               |
| 5    | Hyundai Horang-i           | 32   | 30 | 6  | 14 | 10 | 32 | 38 | −6   |               |
| 6    | Ilhwa Chunma               | 31   | 30 | 7  | 10 | 13 | 28 | 40 | −12  |               |

 Fuente: South Korea 1990

## Campeón
|                                           |
|                                           |
| Campeón Lucky-Goldstar Hwangso 2.º título |